# جوی کورتنی

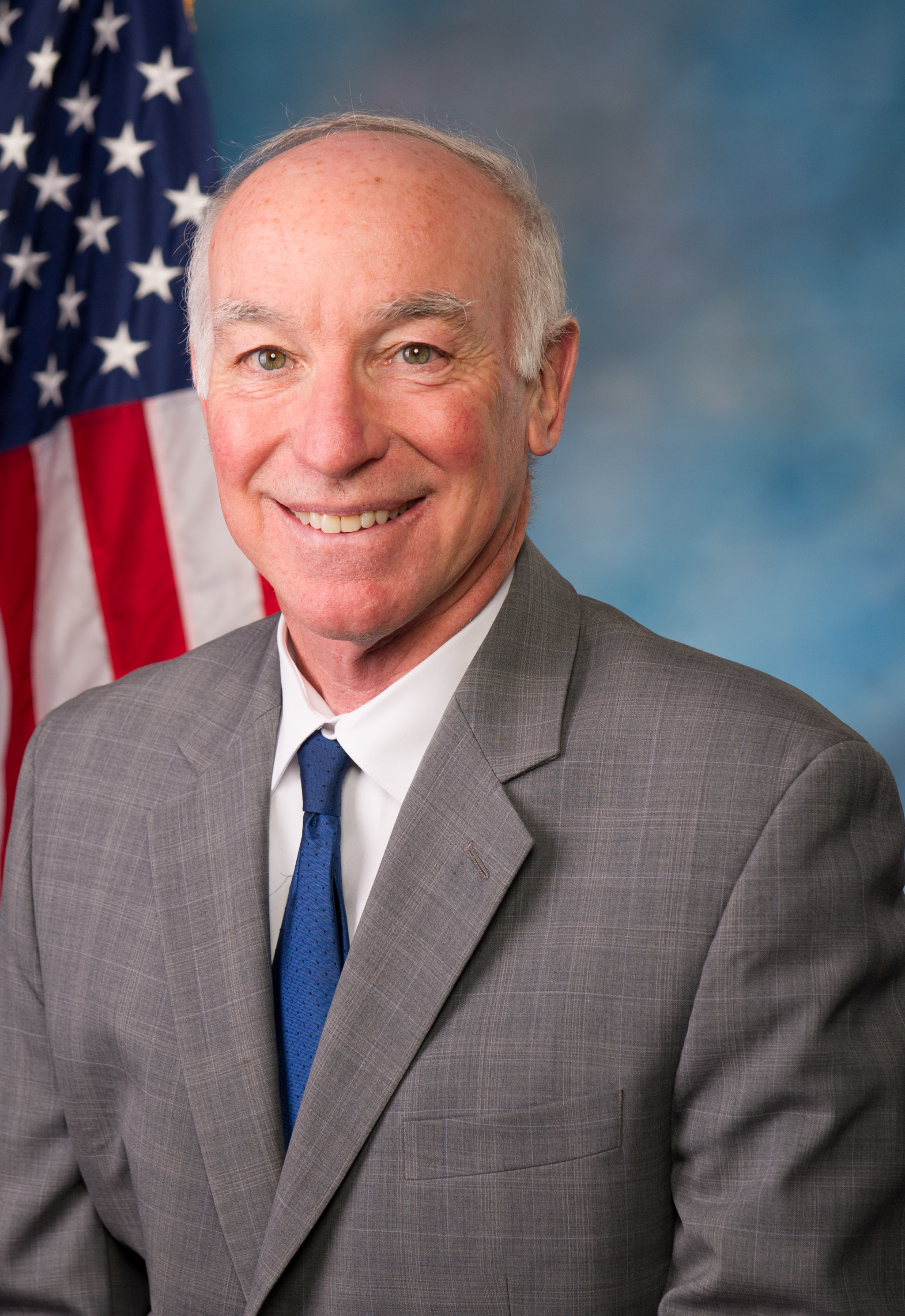

جوی کورتنی (به انگلیسی: Joe Courtney) نمایندهٔ حوزه انتخابیه دوم کنتیکت از حزب دموکرات ایالات متحده آمریکا در مجلس نمایندگان ایالات متحده آمریکا است که برای نخستین‌بار در ۱۰ ژانویه ۲۰۰۷ میلادی به‌عضویت این مجلس درآمد.